# Distretto di Castilla
Il distretto di Castilla è uno dei nove distretti della provincia di Piura, in Perù. Si trova nella regione di Piura e si estende su una superficie di 662,23 chilometri quadrati.

Istituito il 30 marzo 1861, ha per capitale la città di Castilla; nel censimento 2005 contava 120.766 abitanti.